# Fontenoy-le-Château
Fontenoy-le-Château è un comune francese di 694 abitanti situato nel dipartimento dei Vosgi nella regione del Grand Est.
Il 1º luglio 2013 ha assorbito il vicino comune di Le Magny.

## Società

### Evoluzione demografica
Abitanti censiti